# Wilkonice (Grande-Pologne)
Pour les articles homonymes, voir Wilkonice.
Wilkonice (prononciation : [vilkɔˈnit͡sɛ]) est un village polonais de la gmina de Pępowo dans le powiat de Gostyń de la voïvodie de Grande-Pologne dans le centre-ouest de la Pologne.
Il se situe à environ 6 kilomètres au sud de Pępowo (siège de la gmina), à 20 kilomètres au sud de Gostyń (siège du powiat) et à 77 kilomètres au sud de Poznań (capitale régionale).

## Histoire
De 1975 à 1998, le village faisait partie du territoire de la voïvodie de Leszno.

Depuis 1999, Wilkonice est situé dans la voïvodie de Grande-Pologne.